# Виллиан Аран
Ви́ллиан Со́уза Ара́н да Си́лва (порт.-браз. Willian Souza Arão da Silva; 3 декабря 1992, Сан-Паулу) — бразильский футболист, полузащитник клуба «Панатинаикос».

## Биография
Родители Виллиана развелись, когда ему было 8 лет. По словам Виллиана, определяющую роль в выборе профессии сыграл его отец, который хотел, чтобы сын стал футболистом. С самого детства Аран занимался футболом в школе «Коринтианса», а в 2011 году на протяжении 8 месяцев занимался в школе «Эспаньола». В Барселоне Виллиан Аран чувствовал себя неуютно:

Я заходил в раздевалку и никто не говорил со мной. На тренировках мне редко отдавали мяч. Может быть, потому, что я бразилец, и мне было сложнее общаться. Здесь мы зовём с собой Чжичжао (китайский легионер «Коринтианса») на шашлыки, пусть он практически и не играет за команду. Там же я был предоставлен сам себе. Но всё же это была хорошая школа.

В октябре 2011 года Виллиан Аран подписал профессиональный контракт с «Коринтиансом». Свой первый матч за «Тимао» Аран провёл против «Понте-Преты» в рамках Лиги Паулисты 15 апреля 2012 года. Виллиан провёл весь матч и заработал жёлтую карточку на 89-й минуте. Коринтианс выиграл со счётом 2:1. С мая по август Виллиан Аран провёл ещё 7 матчей в рамках Серии A чемпионата Бразилии. Как правило, Вилиан выходил в стартовом составе и проводил полностью весь матч. В августе полузащитник получил небольшую травму и сыграл свой последний матч в 2012 году 18 октября против «Крузейро» в Белу-Оризонти (поражение «Коринтианса» 0:2). В декабре того же года Виллиан Аран был включён Тите в заявку на Клубный чемпионат мира, но в двух матчах турнира на поле не выходил.
С 2016 года выступает за «Фламенго». Вместе с командой 23 ноября 2019 года стал обладателем Кубка Либертадорес. Также помог своей команде выиграть чемпионат штата и чемпионат Бразилии.

## Титулы и достижения
- Чемпион штата Сан-Паулу (1): 2013
- Чемпион штата Рио-де-Жанейро (4): 2017, 2019, 2020, 2021
- Чемпион Бразилии (2): 2019, 2020
- Чемпион Бразилии в Серии B (1): 2015
- Финалист Кубка Бразилии (1): 2017
- Обладатель Суперкубка Бразилии (2): 2020, 2021
- Финалист Южноамериканского кубка (1): 2017
- Обладатель Кубка Либертадорес (2): 2012 (не играл), 2019
- Финалист Кубка Либертадорес (1): 2021
- Победитель Клубного чемпионата мира (1): 2012 (не играл)
- Участник символической сборной чемпионата Бразилии (Серебряный мяч) (1): 2016